# Skupina NGC 7331
Skupina NGC 7331 je galaktička skupina u zviježđu Pegazu. Najsjajnija članica skupine je spiralna galaktika NGC 7331. Ovu grupu još se zove Jelenji potok (eng. Deer Lick Group), Sadrži još četiri članice: NGC 7335, NGC 7336, NGC 7337 i NGC 7340, afektivno nazivane "buhama".
Ime "Deer Lick" dale su joj neimenovane osobe "u sjećanje na jedne od najfiniji noćiju gledanja ikad, kod Deer Lick Gap-a, tik od Blue Ridge Parkwaya, u planinama Sjeverne Karoline".
Međunarodna imena su NGC 7331 Group, LGG 459 i Deer Lick Group.

## Vanjske poveznice
- (engl.) SIMBAD
- (engl.) ADS: The NGC 7331 Group, a Stable Group of Galaxies Projected on Stephan's Quartet
- (engl.) 3–10 October 2008: Andromeda Galaxy (M31), Gamma Andromedae, and the NGC 7331 Group on Astronomy.com blog  Arhivirana inačica izvorne stranice od 6. listopada 2008. (Wayback Machine)